# Opłaty lokalne
Opłaty lokalne – jedno ze źródeł dochodów budżetów gmin, m.in. obok podatków lokalnych.

## Rodzaje opłat lokalnych
Gminy czerpią dochody z opłat lokalnych, do których zalicza się opłatę:
- adiacencką
- miejscową
- od posiadania psa
- reklamową
- targową
- uzdrowiskową

Opłaty te reguluje ustawa z dnia 12 stycznia 1991 r. o podatkach i opłatach lokalnych (Dz.U. z 2025 r. poz. 707). Od 1 stycznia 2007 r. na mocy ustawy z dnia 16 listopada 2006 r. o opłacie skarbowej (Dz.U. z 2023 r. poz. 2111) została zniesiona opłata administracyjna.

## Opłata targowa
Fakultatywną opłatę targową pobiera się od osób fizycznych, osób prawnych oraz jednostek organizacyjnych nieposiadających osobowości prawnej, dokonujących sprzedaży na targowiskach.
W myśl ustawy targowiskami są wszelkie miejsca, w których jest prowadzony handel, przy czym opłacie targowej nie podlega sprzedaż dokonywana w budynkach lub częściach budynków, z wyjątkiem targowisk pod dachem oraz hal używanych do targów, aukcji i wystaw. Z opłaty zwolnieni są podatnicy płacący podatki od nieruchomości znajdujących się na targowisku.

## Opłata miejscowa i uzdrowiskowa
Opłata miejscowa jest pobierana od osób fizycznych przebywających dłużej niż dobę w celach turystycznych, wypoczynkowych lub szkoleniowych w miejscowościach o korzystnych właściwościach klimatycznych, walorach krajobrazowych oraz warunkach umożliwiających pobyt osób w tych celach oraz w miejscowościach znajdujących się na obszarach, którym nadano status obszaru ochrony uzdrowiskowej na zasadach określonych w ustawie z dnia 28 lipca 2005 r. o lecznictwie uzdrowiskowym, uzdrowiskach i obszarach ochrony uzdrowiskowej oraz o gminach uzdrowiskowych (Dz.U. z 2025 r. poz. 1135). Opłata jest pobierana za każdy dzień pobytu w takich miejscowościach.
Opłata uzdrowiskowa jest pobierana od osób fizycznych przebywających dłużej niż dobę w celach zdrowotnych, turystycznych, wypoczynkowych lub szkoleniowych w miejscowościach znajdujących się na obszarach, którym nadano status uzdrowiska na zasadach określonych w ustawie z dnia 28 lipca 2005 r. o lecznictwie uzdrowiskowym, uzdrowiskach i obszarach ochrony uzdrowiskowej oraz o gminach uzdrowiskowych, za każdy dzień pobytu w takich miejscowościach.
Opłata miejscowa i uzdrowiskowa nie są pobierane:
- pod warunkiem wzajemności – od członków personelu przedstawicielstw dyplomatycznych i urzędów konsularnych oraz innych osób zrównanych z nimi na podstawie ustaw, umów lub zwyczajów międzynarodowych, jeżeli nie są obywatelami polskimi i nie mają miejsca pobytu stałego na terytorium Rzeczypospolitej Polskiej;
- od osób przebywających w szpitalach;
- od osób niewidomych i ich przewodników;
- od płatników podatku od nieruchomości z tytułu posiadania domów letniskowych położonych w miejscowości, w której pobiera się opłatę miejscową albo uzdrowiskową;
- od zorganizowanych grup dzieci i młodzieży szkolnej.

Od osób, od których pobierana jest opłata uzdrowiskowa, nie pobiera się opłaty miejscowej.

## Wysokość stawek opłat lokalnych w 2008 r.
Rada gminy, w drodze uchwały określa zasady ustalania i poboru oraz terminy płatności i wysokość stawek powyższych opłat, z tym, że w 2008 r.:
- stawka opłaty targowej nie może przekroczyć 631,94 zł dziennie,
- stawka opłaty miejscowej nie może przekroczyć 1,78 zł dziennie, w miejscowościach uzdrowiskowych zaś – 2,55 zł dziennie,
- stawka opłaty uzdrowiskowej nie może przekroczyć 3,54 zł dziennie.